# Le Poiré-sur-Vie
Pour les articles homonymes, voir Poiré (homonymie).
Le Poiré-sur-Vie est une commune française située dans le département de la Vendée, en région Pays de la Loire.
Ses habitants sont appelés les Genôts.

## Géographie
Le territoire municipal du Poiré-sur-Vie s'étend sur 7 200 hectares. L'altitude moyenne de la commune est de 62 mètres, avec des niveaux fluctuant entre 17 et 83 mètres,.

### Localisation
Le Poiré-sur-Vie est située dans le bocage vendéen, sur un promontoire dominant la Vie.
Situé à 10 minutes au nord-ouest de La Roche-sur-Yon, préfecture de la Vendée, Le Poiré-sur-Vie est au carrefour des départementales D 4 (la Génétouze - les Lucs-sur-Boulogne), D 6 (Aizenay - Bellevigny) et D 2 (Mouilleron-le-Captif - Palluau).
| Palluau La Chapelle-Palluau | Beaufou              |                               |

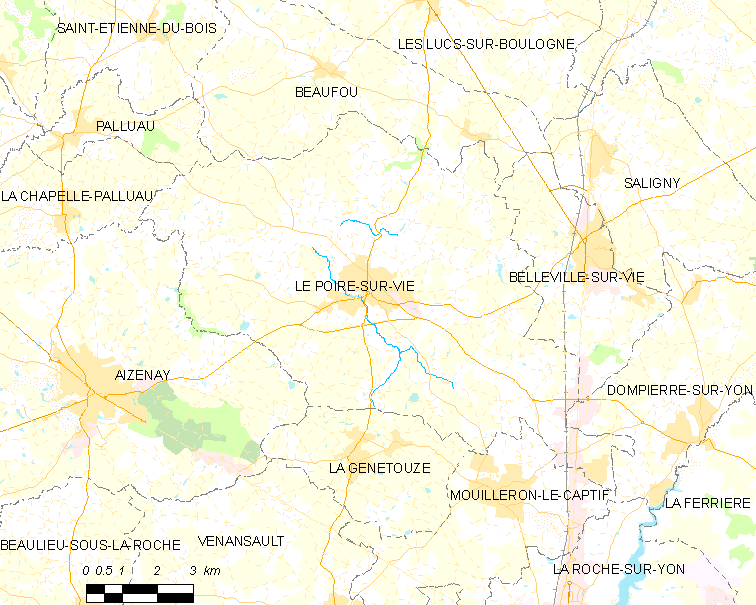
Situation de la commune.

| Aizenay                     | Poiré-sur-Vie        | Belleville-sur-Vie Bellevigny |
| La Génétouze                | Mouilleron-le-captif | Dompierre-sur-Yon             |

### Climat
Pour des articles plus généraux, voir Climat des Pays de la Loire et Climat de la Vendée.
En 2010, le climat de la commune est de type climat océanique franc, selon une étude du CNRS s'appuyant sur une série de données couvrant la période 1971-2000. En 2020, Météo-France publie une typologie des climats de la France métropolitaine dans laquelle la commune est exposée à un climat océanique et est dans la région climatique  Bretagne orientale et méridionale, Pays nantais, Vendée, caractérisée par une faible pluviométrie en été et une bonne insolation. 
Pour la période 1971-2000, la température annuelle moyenne est de 12,1 °C, avec une amplitude thermique annuelle de 13,8 °C. Le cumul annuel moyen de précipitations est de 855 mm, avec 12,6 jours de précipitations en janvier et 6,6 jours en juillet. Pour la période 1991-2020, la température moyenne annuelle observée sur la station météorologique de Météo-France la plus proche, sur la commune de Palluau à 9 km à vol d'oiseau, est de 12,6 °C et le cumul annuel moyen de précipitations est de 928,6 mm,. Pour l'avenir, les paramètres climatiques de la commune estimés pour 2050 selon différents scénarios d'émission de gaz à effet de serre sont consultables sur un site dédié publié par Météo-France en novembre 2022.
| Mois                                  | jan.             | fév.             | mars           | avril         | mai             | juin          | jui.          | août           | sep.          | oct.            | nov.            | déc.            | année      |
| ------------------------------------- | ---------------- | ---------------- | -------------- | ------------- | --------------- | ------------- | ------------- | -------------- | ------------- | --------------- | --------------- | --------------- | ---------- |
| Température minimale moyenne (°C)     | 3,1              | 2,6              | 4,2            | 5,6           | 9               | 11,8          | 13,4          | 13,3           | 10,9          | 9,3             | 5,8             | 3,5             | 7,7        |
| Température moyenne (°C)              | 6,3              | 6,6              | 8,9            | 11            | 14,5            | 17,7          | 19,7          | 19,7           | 17            | 13,6            | 9,4             | 6,8             | 12,6       |
| Température maximale moyenne (°C)     | 9,5              | 10,6             | 13,7           | 16,5          | 20,1            | 23,7          | 25,9          | 26,2           | 23            | 18              | 13,1            | 10              | 17,5       |
| Record de froid (°C) date du record   | −10,6 02.01.1997 | −10,4 08.02.1991 | −10,2 01.03.05 | −4 07.04.08   | −1,9 14.05.1995 | 3,3 01.06.06  | 6,3 10.07.04  | 5,2 28.08.1998 | 1,4 26.09.10  | −3,3 30.10.1997 | −7,5 21.11.1993 | −9,6 31.12.1996 | −10,6 1997 |
| Record de chaleur (°C) date du record | 17 27.01.03      | 22,7 27.02.19    | 24,4 19.03.05  | 29 30.04.1994 | 32,4 26.05.17   | 39,3 27.06.19 | 41,7 18.07.22 | 40,4 09.08.03  | 34,7 09.09.23 | 32,1 08.10.23   | 21,1 08.11.15   | 17,8 07.12.00   | 41,7 2022  |
| Précipitations (mm)                   | 100,4            | 79,5             | 67,3           | 68,8          | 66              | 49,1          | 47,1          | 54,9           | 69,2          | 100,6           | 113,5           | 112,2           | 928,6      |

## Urbanisme

### Typologie
Au 1er janvier 2024, Le Poiré-sur-Vie est catégorisée bourg rural, selon la nouvelle grille communale de densité à sept niveaux définie par l'Insee en 2022.
Elle appartient à l'unité urbaine de Le Poiré-sur-Vie, une unité urbaine monocommunale constituant une ville isolée,. Par ailleurs la commune fait partie de l'aire d'attraction de La Roche-sur-Yon, dont elle est une commune de la couronne,. Cette aire, qui regroupe 45 communes, est catégorisée dans les aires de 50 000 à moins de 200 000 habitants,.

### Occupation des sols
L'occupation des sols de la commune, telle qu'elle ressort de la base de données européenne d’occupation biophysique des sols Corine Land Cover (CLC), est marquée par l'importance des territoires agricoles (91,6 % en 2018), en diminution par rapport à 1990 (95,9 %). La répartition détaillée en 2018 est la suivante : terres arables (44,3 %), zones agricoles hétérogènes (29,2 %), prairies (18 %), zones urbanisées (4,8 %), zones industrielles ou commerciales et réseaux de communication (3 %), forêts (0,6 %). L'évolution de l’occupation des sols de la commune et de ses infrastructures peut être observée sur les différentes représentations cartographiques du territoire : la carte de Cassini (XVIIIe siècle), la carte d'état-major (1820-1866) et les cartes ou photos aériennes de l'IGN pour la période actuelle (1950 à aujourd'hui).

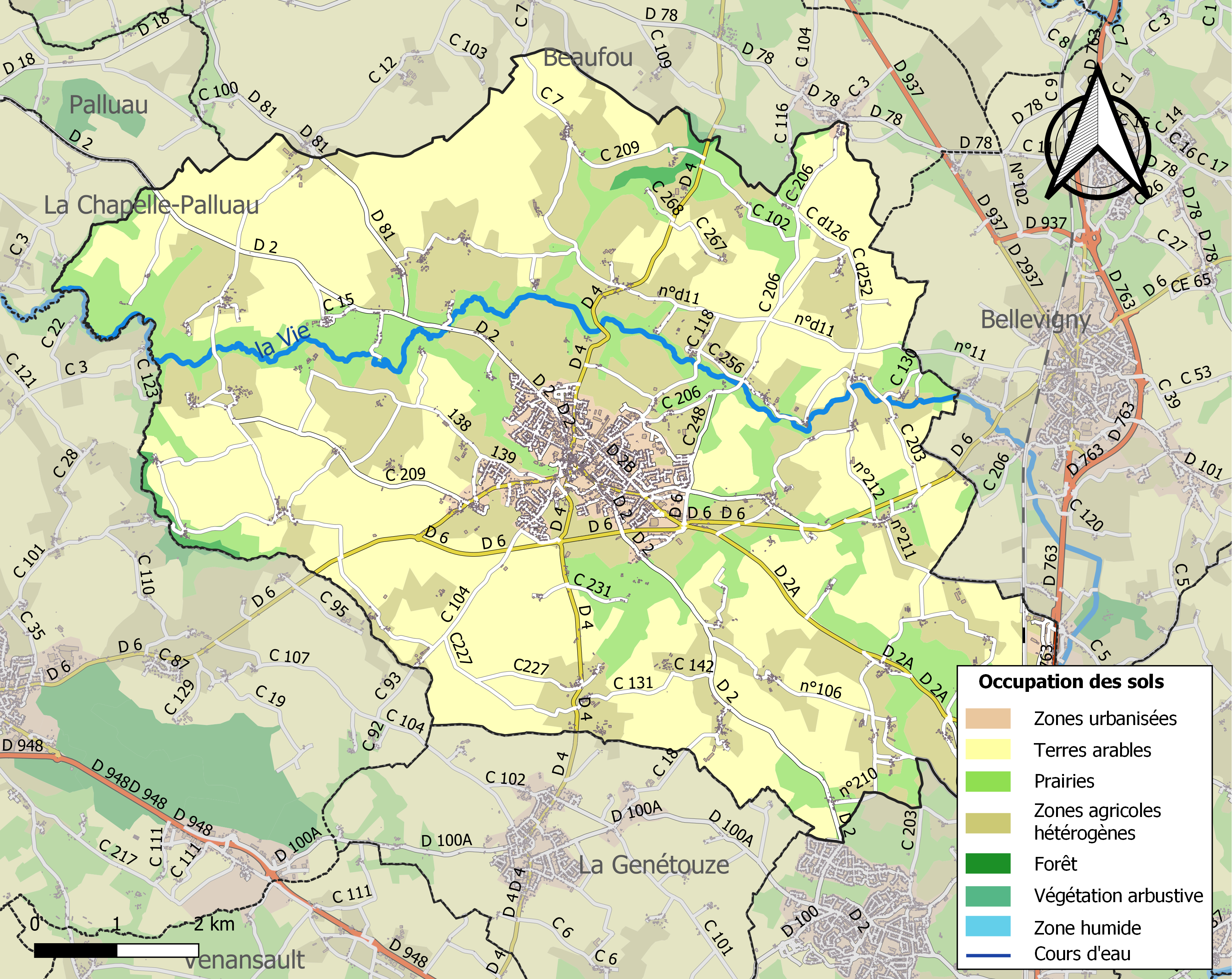
Carte des infrastructures et de l'occupation des sols de la commune en 2018 (CLC).

## Histoire
En 1641, la commune se dénommait Poiré-sous-la-Roche.

## Politique et administration

### Liste des maires
| Période                                  | Période                     | Identité              | Étiquette    | Qualité |
| ---------------------------------------- | --------------------------- | --------------------- | ------------ | --- |
| Les données manquantes sont à compléter. |                             |                       |              | |
| 1802                                     | 1808                        | André-Philippe Danyau |              | Notaire Nommé maire par le préfet                                                                                |
| Les données manquantes sont à compléter. |                             |                       |              | |
| 1919                                     | 1941                        | Henri Tenailleau      | Conservateur | Meunier, négociant en grains Conseiller d'arrondissement du Poiré-sur-Vie (1928 → 1940)                          |
| Les données manquantes sont à compléter. |                             |                       |              | |
| 1945                                     | 2 novembre 1967 (démission) | Jacques Dugast        | PRL puis DVD | Notaire Conseiller général du Poiré-sur-Vie (1945 → 1967)                                                        |
| 15 novembre 1967                         | 20 mars 1977                | Jean Ruchaud          |              | Exploitant agricole                                                                                              |
| 20 mars 1977                             | 18 mars 2001                | Léon Darnis           | UDR puis RPR | Vétérinaire Député de la Vendée (4e circ.) (1974 → 1978)                                                         |
| 18 mars 2001                             | 10 juillet 2015 (démission) | Didier Mandelli       | UMP-LR       | Cadre commercial Sénateur de la Vendée (2014 → ) Président de la CC Vie-et-Boulogne (2014 → 2016)                |
| 10 juillet 2015                          | En cours                    | Sabine Roirand        | DVD          | Secrétaire de direction 2e vice-présidente de la CC de Vie-et-Boulogne (2017 → ) Réélue pour le mandat 2020-2026 |

### Environnement
Le Poiré-sur-Vie possède une fleur au Concours des villes et villages fleuris (palmarès 2007).

Première fleur obtenue en 2007.

## Population et société

### Démographie

#### Évolution démographique
L'évolution du nombre d'habitants est connue à travers les recensements de la population effectués dans la commune depuis 1800. Pour les communes de moins de 10 000 habitants, une enquête de recensement portant sur toute la population est réalisée tous les cinq ans, les populations de référence des années intermédiaires étant quant à elles estimées par interpolation ou extrapolation. Pour la commune, le premier recensement exhaustif entrant dans le cadre du nouveau dispositif a été réalisé en 2006.

En 2022, la commune comptait 8 637 habitants, en évolution de +1,65 % par rapport à 2016 (Vendée : +5,33 %, France hors Mayotte : +2,11 %).
| 1800  | 1806  | 1821  | 1831  | 1836  | 1841  | 1846  | 1851  | 1856  |
| ----- | ----- | ----- | ----- | ----- | ----- | ----- | ----- | ----- |
| 1 700 | 2 489 | 3 305 | 3 724 | 3 492 | 3 543 | 4 022 | 3 685 | 3 838 |

| 1861  | 1866  | 1872  | 1876  | 1881  | 1886  | 1891  | 1896  | 1901  |
| ----- | ----- | ----- | ----- | ----- | ----- | ----- | ----- | ----- |
| 3 902 | 3 818 | 3 834 | 3 973 | 4 048 | 4 166 | 4 372 | 4 325 | 4 271 |

| 1906  | 1911  | 1921  | 1926  | 1931  | 1936  | 1946  | 1954  | 1962  |
| ----- | ----- | ----- | ----- | ----- | ----- | ----- | ----- | ----- |
| 4 401 | 4 257 | 3 682 | 3 661 | 3 664 | 3 703 | 3 598 | 3 437 | 3 546 |

| 1968  | 1975  | 1982  | 1990  | 1999  | 2006  | 2011  | 2016  | 2021  |
| ----- | ----- | ----- | ----- | ----- | ----- | ----- | ----- | ----- |
| 3 551 | 3 800 | 4 904 | 5 326 | 5 786 | 7 008 | 8 035 | 8 497 | 8 626 |

| 2022  | - | - | - | - | - | - | - | - |
| ----- | - | - | - | - | - | - | - | - |
| 8 637 | - | - | - | - | - | - | - | - |

#### Pyramide des âges
En 2018, le taux de personnes d'un âge inférieur à 30 ans s'élève à 38,7 %, soit au-dessus de la moyenne départementale (31,6 %). À l'inverse, le taux de personnes d'âge supérieur à 60 ans est de 20,2 % la même année, alors qu'il est de 31,0 % au niveau départemental.
En 2018, la commune comptait 4 226 hommes pour 4 304 femmes, soit un taux de 50,46 % de femmes, légèrement inférieur au taux départemental (51,16 %).
Les pyramides des âges de la commune et du département s'établissent comme suit.
| Hommes | Classe d’âge | Femmes |
| ------ | ------------ | ------ |
| 0,2    | 90 ou +      | 0,9    |
| 4,1    | 75-89 ans    | 6,1    |
| 14,4   | 60-74 ans    | 14,6   |
| 19,7   | 45-59 ans    | 18,4   |
| 22,3   | 30-44 ans    | 21,8   |
| 16,2   | 15-29 ans    | 15,2   |
| 23,1   | 0-14 ans     | 23,0   |

| Hommes | Classe d’âge | Femmes |
| ------ | ------------ | ------ |
| 0,8    | 90 ou +      | 2,2    |
| 8,7    | 75-89 ans    | 11,1   |
| 20,3   | 60-74 ans    | 21,3   |
| 20     | 45-59 ans    | 19,4   |
| 17,5   | 30-44 ans    | 16,8   |
| 15     | 15-29 ans    | 13,2   |
| 17,7   | 0-14 ans     | 16,1   |

## Lieux et monuments
- La pierre de la Merlière, dite Pierre des Farfadets, classée au titre des monuments historiques en 1939[26].
- Hameau et château de Pont de Vie.
- Château de la Métairie.
- Moulin à Élise.
- L'église Saint-Pierre dont l'orgue est classé parmi les monuments historiques.
- Peinture intitulée « Les mariés du Poiré-sur-Vie » d'après une œuvre de Raphaël Toussaint, d'une surface de 150 m2, peinte sur le pignon d'une maison située en centre-bourg. Issue de l'initiative de son maire Léon Darnis, du conseil municipal et avec l'aide du conseil général de la Vendée.

## Culture
Depuis 2010, au mois de février, le Poiré-sur-Vie accueille le festival musical appelé l'« Acoustic Festival » ayant pour thème majeur la guitare[source secondaire souhaitée]. En 2010, le festival a reçu des artistes comme Manu Katché, Jean-Félix Lalanne, Dan Ar Braz ou encore Maxime Le Forestier. Pour son édition 2011 (les 18, 19 et 20 février), ce sont Florent Marchet, Thomas Fersen, Gérald de Palmas et d'autres encore qui ont rempli la salle de l'Idonnière (rue des pruniers). Pour sa 10e édition, le festival accueillera Manu Katché et Illona Bolou le 22 mars, Jean-Louis Aubert le 23 mars et Naya, Clara Luciani et Charlie Winston le 24 mars.

## Sports

### Football
L'équipe première du Vendée Poiré-sur-Vie Football évoluait en CFA (4e division) en 2010-2011 et est immédiatement montée en National en 2011-2012. Elle s'était distinguée en 2008 en accédant aux 16es de finale de la Coupe de France, éliminée par le Paris Saint-Germain (1-3).

### Basket-ball
Le JA Le Poiré-sur-Vie Basket, club de basket-ball de la commune, né en 1962 sous le patronage de « Jeanne-d’Arc » (JA), a été créé à l’impulsion d’Auguste Blé, de Robert Gineau et de Joseph Vrignon.
L'équipe féminine accède à la Nationale 1 pour la saison 2010-2011.

### Cyclisme
Le critérium cycliste organisé le 3 mai 1970 au Poiré-sur-Vie est remporté aux points par Raymond Poulidor devant les vainqueurs des première et seconde manches de l'épreuve, Roland Berland et Cyrille Guimard.
L'Amicale cycliste du Poiré-sur-Vie, organise conjointement avec le RVC, la « Bernaudeau Junior », course internationale junior sur route[source secondaire souhaitée].
Le coureur cycliste genôt Anthony Charteau (Bbox) accède le 22 juillet 2010 au maillot à pois du tour de France qu'il gardera jusqu'aux Champs-Élysées[source secondaire souhaitée].

### Rink hockey
Le Poiré Roller accède à la Nationale 1 Élite pour la première fois en 2016[source secondaire souhaitée].

### Équitation
En 2016 s'ouvre le Poney Club de la Vie, le premier club équestre associatif de la commune.

## Personnalités liées à la commune
- Pierre-Marie Gendreau, (1850-1935), missionnaire français, est né dans la commune.
- Maurice Sevajols, (1915-1944), résistant français, est né dans la commune.
- Raphaël Toussaint, (1937-), artiste peintre français, a réalisé une peinture murale sur la commune.
- Christian Letard, (1947-), ancien footballeur et entraîneur français, est né dans la commune.
- Anthony Charteau, (1979-), coureur cycliste professionnel, vit dans la commune.
- Clément Orceau, (1995-), coureur cycliste professionnel est né dans la commune.

## Identité visuelle

### Héraldique
| Blason | Blasonnement : D'azur à la croix écartelée d'argent et de vair, cantonnée au premier d'une clef d'or. |

### Logotype
Présenté le 14 janvier 2018, le logotype actuel remplace une identité visuelle mise en place dans les années 1990.

Logotype (années 1990-2017).
Logotype (depuis 2018).